# Orchestre symphonique de la radio de Vienne

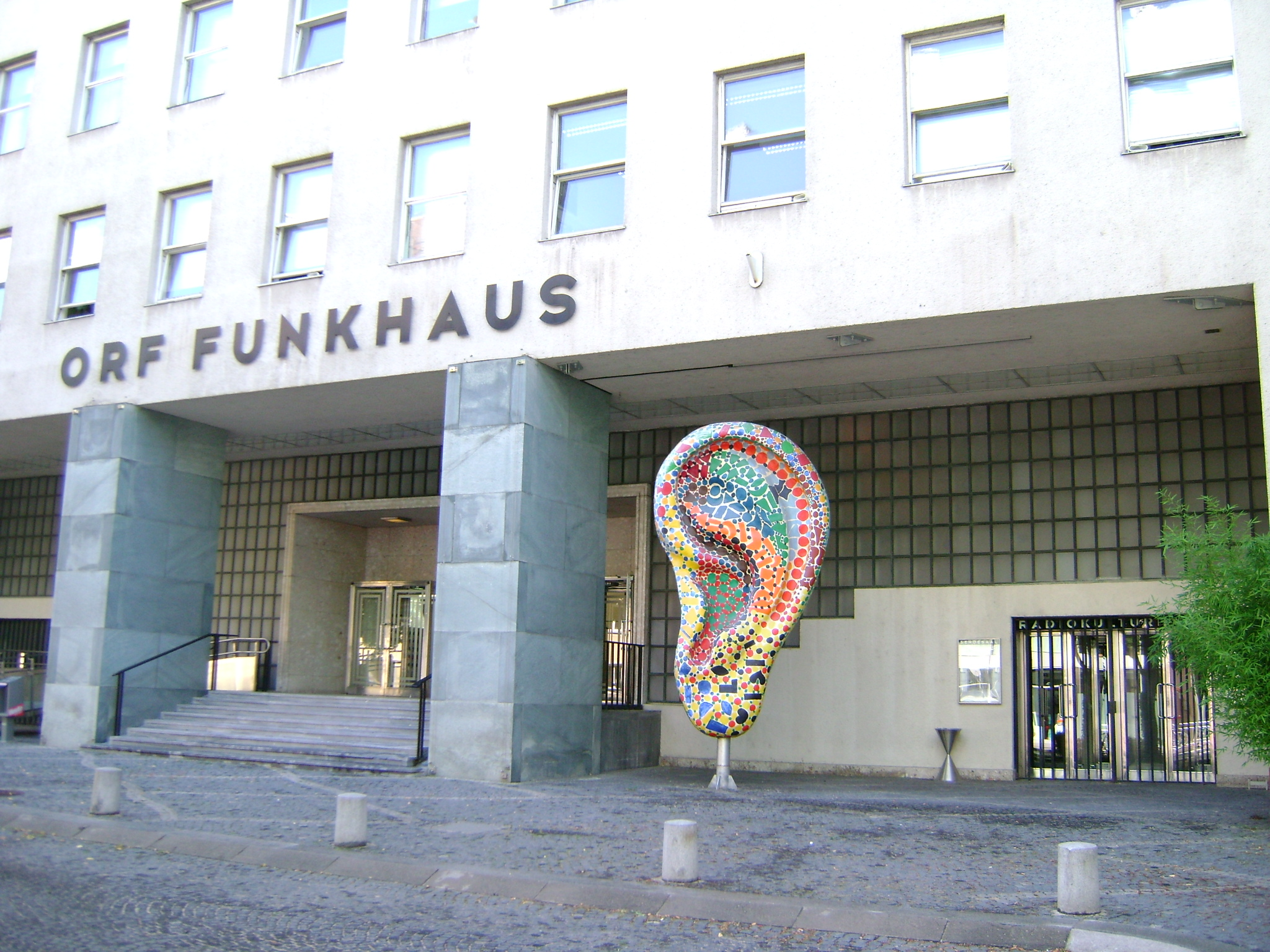
Les bâtiments de l'ORF RadioKulturHaus

L'Orchestre symphonique de la radio de Vienne (en allemand : ÖRF Radio-Symphonieorchester Wien) est un orchestre autrichien de la radio nationale Österreichischer Rundfunk.

## Histoire
Après la Seconde Guerre mondiale en 1945, Max Schönherr (chef d'orchestre, compositeur, arrangeur) fonde avec seulement environ 50 musiciens, un orchestre pour la Société de Radio RAVAG (de), plus tard Österreichischer Rundfunk. Avec cette formation et avec le chœur Wiener Schubertbund, il a aussi interprété le 7 mars 1947 le nouvel hymne autrichien Land der Berge, Land am Strome lors de sa création. Max Schönherr a dirigé pendant 23 ans le Wiener Funkorchester, devenu plus tard Das Große Wiener Rundfunkorchester. Comme l'orchestre a joué toujours plus de musique symphonique, on a changé le nom en Großes Orchester des Österreichischen Rundfunks. Le Radio-Symphonieorchester Wien (RSO Wien) est issu en 1969 du Großen Orchester des Österreichischen Rundfunks (ORF). De 1969 à 1996, il a porté le nom de ORF-Symphonieorchester. En 1996 survient le changement de nom en RSO Wien, et en février 2009, le nouveau nom est ORF Radio-Symphonieorchester Wien ou ORF RSO Wien. Le siège de l'orchestre est le Funkhaus Wien, l'administrateur est Christian Scheib.
En 2023, en raison de coupes budgétaires envisagées par l'ORF, l'Orchestre symphonique de la radio de Vienne est menacé de disparition, avant d'être sauvé par l’État autrichien.

## Répertoire et activité
Le répertoire de l'orchestre n'est pas seulement celui d'un orchestre pour la radio mais aborde la musique contemporaine. L'orchestre élargit depuis 1969 de manière continue son répertoire depuis la musique pré-classique jusqu'à celle d'Avant-garde.
Du 1er septembre 2002 jusqu'au 30 août 2010, c'est Bertrand de Billy qui a été le chef. Sous sa direction, l'orchestre est devenu l'un des meilleurs ensembles en Autriche. En plus de la série de concerts au Konzerthaus de Vienne et Musikverein, le RSO a été un invité permanent des festivals importants tels que le Festival de Salzbourg, Été de Carinthie à Villach, Wiener Festwochen.
Depuis 2004, six fois par saison, on peut assister à des concerts commentés par le critique musical Wilhelm Sinkovicz, concerts donnés en matinée pour les écoles et en soirée pour le grand public.
Les tournées à l'étranger ont conduit l'orchestre aux USA, en Amérique du Sud, Chine, Corée et Japon ainsi que dans différents pays européens.
Depuis 2007, l'orchestre joue lors du gala annuel de musique de film « Hollywood in Vienna » dans la Grande salle du Wiener Konzerthaus des musiques de film contemporaines.
Depuis septembre 2019, Marin Alsop est cheffe principale de la formation. En 2022, son contrat est prolongé de deux ans, jusqu'à l'été 2025.
En 2025, Markus Poschner est nommé chef principal de l'orchestre à partir de la saison 2026-2027.

## Chefs permanents et directeurs musicaux
Comme chefs permanents et directeurs musicaux de l'orchestre se sont succédé :
- Max Schönherr (1945-1969) ;
- Milan Horvat (1969-1975) ;
- Leif Segerstam (1975-1982) ;
- Lothar Zagrosek (1982-1986) ;
- Pinchas Steinberg (1989-1996) ;
- Dennis Russell Davies (1996-2002) ;
- Bertrand de Billy (2002-2010) ;
- Cornelius Meister (septembre 2010-août 2019) ;
- Marin Alsop (septembre 2019[7]-2025).

## Créations
L'Orchestre symphonique de la radio de Vienne est le créateur de nombreuses œuvres, de Sylvano Bussotti (Nuovo scenario a Lorenzaccio, 1993), Friedrich Cerha (Spiegel, 1972 ; Requiem für Hollensteiner, 1984 ; Monumentum für Karl Prantl, 1989 ; Concerto pour piano, 1998 ; Triptych für Tenor und Orchester, Bevor Es Zu Spät Ist..., 2000 ; Requiem, 2004 ; Concerto pour violon, 2005 ; Aderngeflecht, 2007), Helmut Eder (en) (Symphonie no 2, 1962 ; Syntagma, 1967 ; Non sum qualis eram, 1976 ; Symphonie no 5, 1980 ; Concerto pour violon no 3, 1983 ; « ... Missa est », 1986), Ivan Eröd (Symphonie no 1 « Aus der Alten Welt », 1996), Georg Friedrich Haas (Descendiendo, 1993 ; Concerto pour piano, 2007), Phil Glass (Symphonie no 5, 1999), Hans Werner Henze (Il vitalino Raddoppiato, 1978), Karl Höller (Margaritas Traum, 1991), Michael Jarrell (Concerto pour accordéon, 2003), André Jolivet (Concerto pour ondes Martenot, 1948), Ernst Křenek (Opus sine nomine, op. 238, 1990), György Ligeti (Clocks and Clouds, 1973), David Lukáš (de) (Symphonie no 1, 2011), Frank Martin (Ballade pour alto et orchestre, 1973), Olga Neuwirth (Only an End, 2009), Krzysztof Penderecki (Magnificat, 1974), Wolfgang Rihm (Dies, 1986 ; Mein Tod. Requiem in memoriam Jane S., 1990), Alfred Schnittke ((K)ein Sommernachtstraum, 1985), Robert Schollum (en) (Markus Passion, 1983), Kurt Schwertsik (Baumgesänge, 1992 ; Sinfonia-Sinfonietta, 1996), Erich Urbanner (Concerto Wolfgang Amadeus, 1973), Egon Wellesz (Vorfrühling, 1930 ; Concerto pour piano, 1961 ; Canticum sapientiae, 1969 ; Vision, op. 99, 1972 ; Suite pour orchestre, 2003), Herbert Willi (en) (Eirene, concerto pour trompette, 2002 ; Concerto pour clarinette « ego eimi », 2006), Alexandre Zemlinsky (Psaume 23, 1910) et Hans Zender (Animula, 1989 ; Shirha-shirim, première partie, 1995), notamment.